# Undersåkers och Offerdals tingslag
Undersåkers och Offerdals tingslag var ett tingslag i Jämtlands län.  Tingslaget omfattade Jämtlands mellersta del och sträckte sig i huvudsak mellan Storsjöbygden och gränsen mot Norge.  År 1933 hade tingslaget 17 109 invånare på en yta av 10 143 km².
Undersåkers och Offerdals tingslag bildades 25 augusti 1916, genom en sammanslagning mellan de tidigare tingslagen Undersåkers tingslag och Offerdals tingslag. År 1940 överfördes verksamheten till den då bildade Jämtlands västra domsagas tingslag.
Tingslaget ingick i Jämtlands västra domsaga.

## Socknar
Undersåkers och Offerdals tingslag omfattade sju socknar. 
Hörde före 1916 till Undersåkers tingslag
- Kalls socken
- Mörsils socken
- Undersåkers socken
- Åre socken

Hörde före 1916 till Offerdals tingslag
- Alsens socken
- Mattmars socken
- Offerdals socken